# Museu de selfie

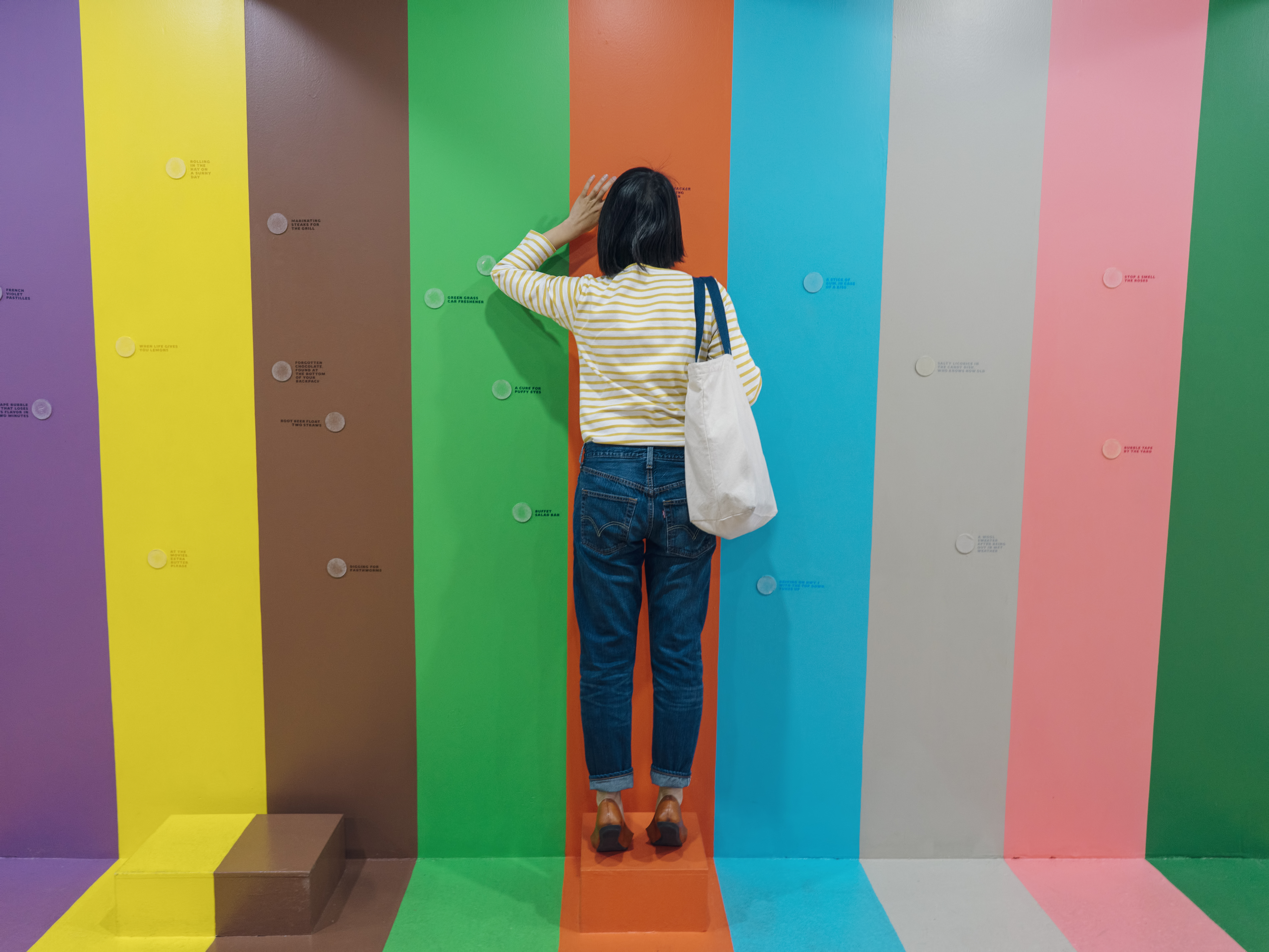
Uma parede scratch and sniff na Color Factory

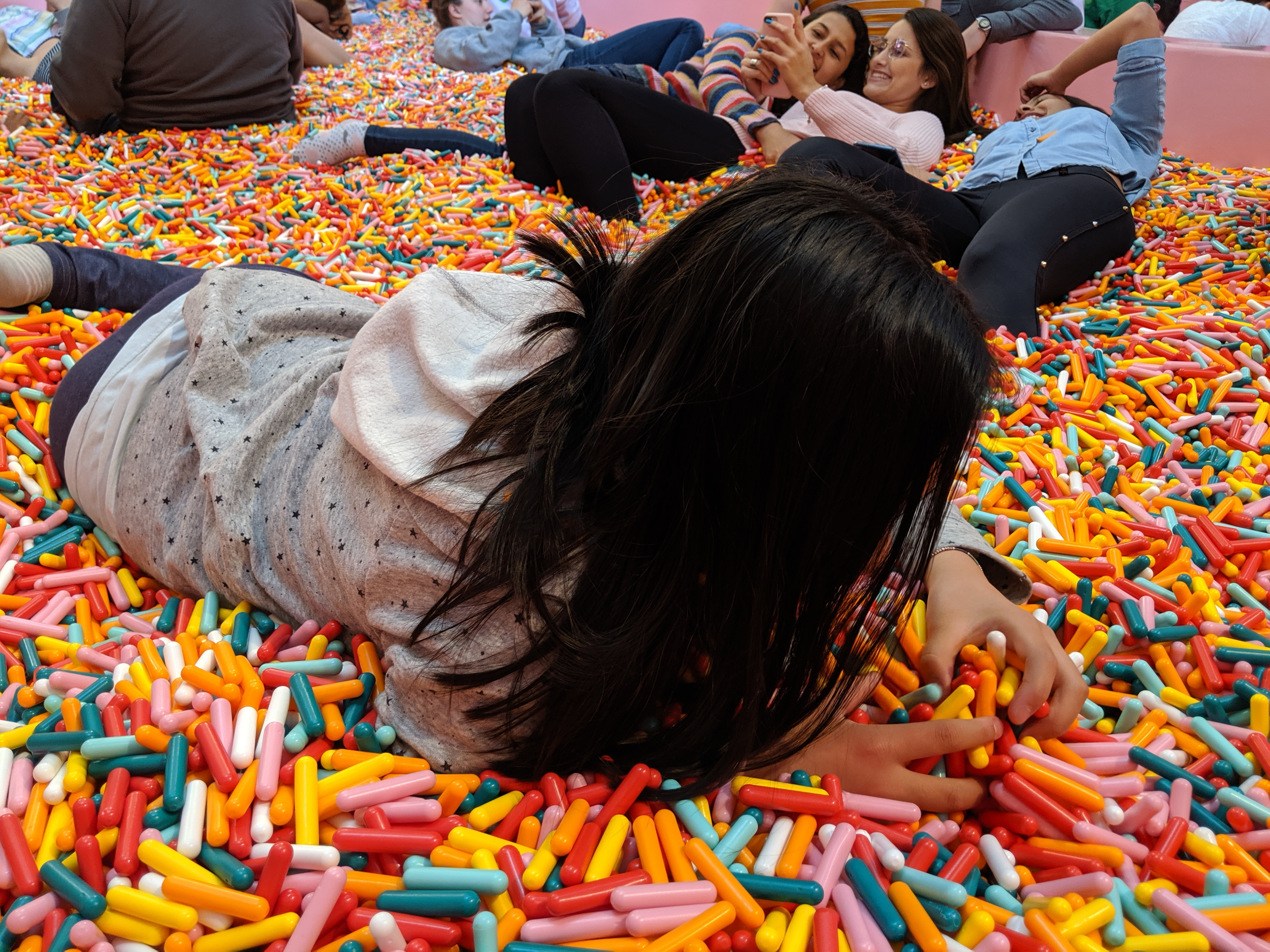
Visitantes posam em uma piscina de granulado grande demais no Museu do Sorvete

O museu de selfies ou museu do instagram é um tipo de galeria de arte ou instalação de arte projetada para fornecer um ambiente de arte contemporânea para os visitantes posarem em fotos a serem publicadas nas redes sociais (por exemplo instagram). As características típicas das exposições em um museu de selfies incluem cenários coloridos, adereços grandes e, ilusões de ótica, como anamorfose (efeito óptico-artístitico).
29Rooms, uma instalação imersiva de três dias criada pela Refinery29 em 2015 em Nova Iorque, foi citada como o primeiro exemplo desse tipo de instalação. O Museu do Sorvete, inaugurado em 2016, também é considerado o principal catalisador dos museus de selfies, também chamadas exposições popup, pois não são classifificam como "museu". Assim o uso deste termo é criticado pois normalmente são negócios com fins lucrativos, ao contrário dos museus tradicionais.
Em 2019, havia dezenas de museus de selfies nos Estados Unidos. Eles enfrentaram desafios em 2020, quando a maioria foi forçada a fechar temporariamente devido à pandemia de COVID-19.
Alguns predecessores dessa tendência do mundo da arte contemporânea foram identificados, como Rain Room, Urban Light e os quartos espelhados de Yayoi Kusama. As obras de arte experimentais em grande escala exibidas no festival Burning Man também foram citadas como uma influência, assim como o coletivo de artistas Meow Wolf.

## Debate
Alguns comentaristas criticaram o uso do termo "museu" para descrever esses estabelecimentos/instalações. Ao contrário dos museus tradicionais, que muitas vezes são organizações sem fins lucrativos com uma missão educacional, os museus de selfies quase sempre são negócios com fins lucrativos, e puro entretenimento, ganhando dinheiro com taxas de admissão e, em alguns casos, patrocínios corporativos. A fundadora do Museu do Sorvete, Maryellis Bunn, lamentou o uso da palavra e cunhou o termo "experium" (uma mala de viagem de "experiência" e "museu") para descrever tais negócios. Sendo algumas, são chamadas como "exposição", pois não enquadram-se na definição formal e critérios de um "museu" de acordo com o Conselho Internacional de Museus.
Os museus de selfies são um exemplo de comércio experimental. Muitas são exposições pop-up, abrindo por apenas alguns meses em um determinado local, enquanto outras são permanentes.